# Josep Iglésias del Marquet i Olomí
Josep Iglésias del Marquet Olomí (Artesa de Lleida, Segrià, 2 de gener de 1932 - Barcelona, 11 de febrer de 1989) va nàixer com Josep Iglésias Olomí, però va afegir la denominació de la seva casa pairal, cal Marquet entre els dos primers cognoms per tal de crear el seu nom artístic. És un dels pioners de la poesia concreta catalana, al costat de Guillem Viladot i Joan Brossa, amb qui va protagonitzar la primera exposició de poesia visual a l'estat espanyol, celebrada a la Petite Galerie de Lleida el gener de 1971.
Llicenciat en periodisme i dret per la Universitat de Barcelona l'any 1958, Iglésias fou professor lector de llengües romàniques a la Universitat de Glasgow i a la Universitat de Vancouver. Coordinador de la secció d'art de l'Editorial Salvat des de 1967, Iglésias del Marquet era també un crític d'art internacionalment conegut. Va ser el cap de redacció de cultura del Diario de Barcelona entre 1968 i 1983 i a partir de 1984 fins a la seva mort fou crític i corrector d'estil a La Vanguardia, a més de col·laborar en altres publicacions sobre art, com Press/Graph.
La seva obra artística, en forma de poegrafies, la va iniciar durant la seva estada a Vancouver, on realitzà poemes i collage hereus de l'obra de Raoul Hausmann i Kurt Schwitters, dels poemes de Guillaume Apollinaire, Federico García Lorca, James Joyce o Ezra Pound. Les poegrafies es complementen amb pintures de caràcter experimental i petit format, anomenades pictografies, executades servint-se del collage i la pintura gestual, tot inspirant-se en l'informalisme americà de postguerra.
Traspassat l'any 1989 després d'una llarga malaltia, l'any 2008 la família de l'artista va donar 55 obres i 2 publicacions de l'artista al fons del Museu d'Art Jaume Morera de Lleida, el qual al seu torn havia organitzat una mostra antològica a l'artista.

## Obra

### Pintura
A nivell artístic, l'època en què Iglésias del Marquet es comença a interessar per l'art és un moment d'impàs entre la figuració i l'abstracció. Aquesta abstracció, en les primeres obres d'Iglésias (1953-55) encara es troba a la recerca d'un estil personal, amb influències de Pablo Picasso, Nicolas de Staël, Paul Klee o Joan Miró. La pintura que en aquells moments desenvolupa Iglésias està caracteritzada per una figuració marcadament estilitzada en formes geomètriques planes saturades de color.
En Josep Iglésias, en aquests moments d'inicis a la plàstica va a la recerca d'identitat dins la pintura. Aquest fet queda reflectit també en la seva signatura. Fins al 1954 havia signat Josep Iglésias i Olomí, a partir de 1955 aquesta signatura es converteix en Josep Iglésias i a partir de 1957 esdevindrà: Josep Iglésias del Marquet.
A partir de 1957, a Catalunya, es produeix un punt d'inflexió en el món artístic, amb l'expansió de l'Informalisme, ja que va tenir lloc una exposició important a Barcelona sobre aquest corrent artístic.
Aquest fet va provocar una reacció en Josep Iglésias que des de Barcelona fou testimoni de primera mà de tots aquests canvis. D'aquesta manera va poder aprofundir en els seus coneixements d'història de l'art i reflexionà sobre l'estètica del moment, al mateix temps que anava definint el seu estil.A partir d'ara, tota l'obra d'Iglésias (a excepció dels collages) presentaran cada cop més una tendència a l'esquematització i una elegant simplicitat, al mateix temps que anirà suprimint els elements sobrants. Aquest procés d'estilització afecta sobretot la figura humana – sempre escassa, d'altra banda, en l'obra pictòrica d'Iglésias -, que en alguns dibuixos a tinta i a guaix, adquireix l'estructura d'un titella i en d'altres arriba a una representació totèmica a la manera de figures de filferro.
Entre 1958-59 Iglésias del Marquet troba el camí de la seva pròpia fórmula i passa de la intuïció a la raó i el mètode. Resoldrà la qüestió de la representació de la realitat amb la geometrització del paisatge. En les seves obres, la realitat és representada per blocs de color a la manera de Klee, i el resultat és una abstracció geomètrica reduïda a la més mínima expressió del paisatge. A partir d'ara Iglésias conceptualitza el paisatge fins que aquest esdevé signes i línies en un plànol. A la vegada, en aquella època Iglésias havia començat a introduir gravats antics (del segle XIX) en les targetes que dissenyava. Aquests seran els pilars bàsics de les seves futures poegrafies, que són les realitzacions amb les quals, fins ara, s'identificava l'estil d'Iglésias del Marquet. L'any 1961 Iglésias del Marquet marxa a Glasgow com a lector del Departament de Llengües Romàniques de la Universitat d'aquella ciutat, en aquells moments, d'una banda intenta obrir-se camí en el món del periodisme, i de l'altra continua amb la seva activitat artística lluny de la seva terra.

### Collage i Pop art
El gener de 1962 el collage i el pop art fan una aparició contundent en la seva obra. Aquest canvi en principi no és una reacció contra l'abstracció, ja que el 1962 l'abstracció coexisteix en una relació pacífica i positiva amb el collage en l'obra d'Iglésias. La introducció del collage és una evolució en el seu aprofundiment en la representació de la realitat. És per això que el collage s'integra com un element més en les pràctiques anteriors i que les primeres obres són una combinació de pintura i collage. Per entendre els canvis que es produeixen en la seva obra, cal tenir present que quan arriba a Glasgow es troba al bell mig d'una transformació estètica de la realitat. Des de diferents fronts descobreix el New Dada, el Pop Art, i el Nou Realisme, moviments artístics que qüestionaven l'abstracció informal i l'expressionisme abstracte.
A Glasgow, aquell final de 1961, Iglésias té damunt la taula tot un conjunt de propostes estètiques que permetien la superació de la figuració i de l'abstracció. Entre aquestes propostes el collage i el decollage. Cal dir que Iglésias no trenca completament amb el seu passat plàstic, sinó que adopta el punt de vista del Nou Realisme. Per a ell no hi ha contradicció, veu que pot interpretar i expressar la realitat d'una manera “diferent” a com l'havia tractat fins ara i, aquesta manera diferent és el collage.
Durant els anys 1962-63 fa diversos viatges a París que li permetran conèixer el que s'estava duent a terme en aquella ciutat en relació al collage. En els seus primers collage, ja que, les referències a París es combinen amb unes altres a Glasgow, Lleida, Barcelona, etc. A partir de 1963 els seus collages són indicatius d'una nova etapa en la trajectòria artística d'Iglésias del Marquet. Es deixen enrere les possibles restes de l'informalisme i les formes inserides en l'espai ja no són abstractes, sinó elements presos de la realitat quotidiana. Iglésias del Marquet és un dels primers popartistes del nostre país. No oblidem que el Pop va néixer a la Gran Bretanya, on el Josep residia en aquells moments.
Els collages, per Iglésias del Marquet, esdevenen relats sociològics, cròniques vivencials. Cròniques del que l'envolta però també d'allò que fa, d'allò que viu. En els collages de París, Iglésias apropia la realitat: dels tiquets, dels diaris, dels anuncis, dels esdeveniments del moment. Una realitat que mostra un relat sociològic doble: el de la societat i el de l'autor. En els seus collages, com si es tractés d'una seqüència documental, recollirà el seu propi univers vital: des de la seva pròpia imatge fins als objectes que formen part de la seva realitat, de la seva vida quotidiana. Els tiquets, els anells de tabac, la beguda o els diaris que inclou, són els seus viatges, el seu tabac, la seva beguda. Són document i crònica de la seva vida què, amb la seva imatge, esdevenen autoretrats vivencials. El format apaïsat que Iglésias adopta per a fer els seus collages durant aquesta època, li permet fer una lectura seqüencial i li facilita la incorporació del moviment; li permet encabir, dins l'estatisme de la postal, que actua a manera de fotograma, la complexitat d'una seqüència. Immers en la nova societat que sorgia dels media, el collage permet a Iglésias – espectador recent de TV i aficionat al cinema – la incorporació no ja d'un pla, sinó d'una seqüència.
Aquesta seqüència incorpora elements estètics i narratius que integra en un doble codi plàstic i lingüístic. Conscientment, els seus collages són decididament comunicatius i se situen entre la franja de la literatura i de la pintura, un fet que permetrà incorporar-los a la futura poesia visual amb tota naturalitat.
Els objectes dels seus collage, o són plans, o són objectes tridimensionals que ell, amb una manipulació, converteix amb objectes plans. De l'objecte n'agafa només aquella part que considera més representativa, generalment un tros, un fragment del seu embolcall o de l'etiqueta del producte. D'aquesta manera Iglésias incorpora al collage un ready made (obra feta a partir d'un objecte trobat) en alguns casos, i un retall o un decollage, en d'altres. El decollage el realitza arrencant el fragment elegit del seu suport original, decolant-lo del seu suport natural. El resultat normalment és en forma d'estrip. Una altra característica dels collages d'Iglésias del Marquet és la repetició: és una constant en la pintura d'aquell moment (recordem les sèries de retrats de Warhol).

### Postals nord-americanes
El mes de maig de 1963 Paulina Colomer rebia, des de París, la primera postal en què trobem un collage i que representava ja l'estil de les futures postals que aniria rebent no només la Paulina (la seva futura esposa) sinó també altres destinataris.
Iglésias arriba al Canadà el setembre de 1964 i és amb el seu contacte amb la societat nord-americana quan desplega plenament l'univers de la postal com a mitjà de comunicació i amb ella entra en la pràctica del Mail Art.
Obligat per la distància, la postal pren preeminència i, amb escasses excepcions, els collages es presentaran en un altre format. Entre 1964-66 Iglésias del Marquet elabora un conjunt de 200 postals en les quals desenvolupa i amplia les possibilitats del collage que havia iniciat a París i a Glasgow. Iglésias havia elaborat un suport per als seus enviaments postals: una postal en blanc sobre la qual realitzaria, cada vegada, una obra original, i al dors de la qual hi havia imprès el seu nom i la seva adreça (Josep Iglésias del Marquet i Olomí. Spanish Dept., The University, Glasgow, Scotland). Els collages d'Iglésias presenten, per altra banda, una curiosa simetria, ja que es despleguen en dos períodes temporals que corresponen a dos espais diferenciats: Europa i Nord Amèrica. Si bé entre 1962-64 a Glasgow ja apareixen les postals i els trets essencials dels seus collages, no serà fins a la seva estada al Canadà entre 1964-66 que Iglésias desenvoluparà l'especificitat del collage Pop i que farà un ús conscient i constant de la postal com a canal de comunicació.
Els collages europeus d'Iglésias havien estat una crònica del seu moment vital; els nord-americans, a aquesta crònica personal, s'hi afegirà la societat, el dia a dia i sovint reflexions sobre la vida. La primera postal de 1965 ja ho evidencia (fig 228): l'anvers de la postal és un collage fet amb estrips de l'Everret Herald, concretament de la capçalera i de la pàgina de societat, on es registren els moviments sociodemogràfics de la ciutat, els naixements, els casaments, els divorcis i les morts i amb estrips de paper de color. Al revers escriu: “per començar l'any, m'ha semblat que amb una secció del diari The Everret Herald –una ciutat dels Estats Units per la qual vaig passar l'altre dia – podia fer una postal que fes, amb el fer, memòria del viure de cada dia”.
El 1966, amb un domini ple de la tècnica i dels diferents registres estètics del collage pop, Iglésias del Marquet tanca el seu periple nord-americà amb una estada a Nova York. A banda de la sèrie dedicada a Nova York els collages de les postals toquen infinitat de temes que ens permeten classificar-les en sèries temàtiques que reflecteixen la vida quotidiana d'Iglésias del Marquet (el menjar, el beure, els afectes, la comunicació, el viatge, el paisatge, la meteorologia, ...) i al mateix temps la seva visió de la societat (els mitjans de comunicació –diaris, revistes, publicitat, prospectes, etc.–, el món multiracial i multicultural americà, les manifestacions culturals, la política, els esdeveniments socials, etc.).
Per altra banda, també fa una reflexió sobre el codi lingüístic i la seva representació. Així, Iglésias inclou en les seves postals collage diferents signes del llenguatge amb els quals estableix diverses relacions i ens deixa veure que era un entusiasta de les lletres i la tipografia. Per a ell, tot és matèria d'art. Iglésias s'apropia i recicla els productes que té a l'abast i els converteix en mail art.

### Mail Art
El canal (o sigui el fet d'enviar-ho per correu postal) ocupa cada vegada més espai dins l'elaboració de les postals, o sigui, dins del collage elaborat per Iglésias, s'hi fa referència al mitjà que utilitza per fer-les arribar (estrips de sobres de cartes, de segells timbrats, etc.). Per altra part Iglésias participa també en la selecció dels segells que escull pels colors i per les imatges que contenen, i en la seva disposició. Sovint manipula el revers de les postals amb un adhesiu personal en què ha escrit “Air Mail” i treballa també subtilment amb els segells pel contingut de la imatge i el color. En una postal del 21 de gener de 1966, conscient d'haver introduït un element distorsionador, escriu: “esperem que els de correus no s'enfadin per haver enganxat una reproducció al cantó dels segells”.
D'altra banda, la postal no es completa fins que arriba al destinatari. Iglésias sap que l'obra que ha realitzat pot haver variat quan torni a arribar a les seves mans, pot haver patit transformacions. La postal, pel camí, queda en mans de l'atzar, subjecta a les vicissituds que pugui haver patit al llarg del seu recorregut (deteriorament, manipulacions, segells, timbres…) que han afegit un plus deliberat a la seva obra. És per això que les postals nord-americanes, amb escasses excepcions, tenen un únic destinatari, Paulina Colomer, i en darrer terme, ell mateix.

### Poesia Visual
El 1966 Josep Iglésias retorna a Barcelona, moment a partir del qual passarà a dedicar-se professionalment al periodisme i a la crítica d'art. Treballarà a Salvat Editors, el Diari de Barcelona i finalment a La Vanguardia, on treballarà fins a la seva mort el 1989.
A partir del seu retorn a Barcelona entra amb contacte amb la poesia visual moderna, que ja havia fet acte de presència a la ciutat a partir de diferents exposicions. A Catalunya, la poesia visual i la poesia concreta, s'articularan al voltant de tres noms: Joan Brossa, Josep Iglésias del Marquet i Guillem Viladot.
Durant aquells anys, Iglésias del Marquet s'encarregarà del disseny editorial de diferents llibres de Viladot. La relació entre aquests tres personatges va donar lloc a la primera exposició de Poesia Experimental a Catalunya que es va dur a terme a la Petite Gallerie de l'Alliance Française de Lleida el 1971. Entre 1972 i 1973 Iglésias del Marquet publica els seus quatre llibres de Poesia Visual:  Postals nord-americanes per a una noia de Barcelona, Persistència del cercle, Les arrels assumptes, Imatge enllà.
Encara existeix un darrer llibre sense editar, anomenat Imago Mundi. A Les arrels dels assumptes, trobem els poemes «Poemògraf» i «Inici de poema», que ens mostren les característiques de les «poegrafies». Les poegrafies és el terme amb el qual Iglésias designa les seves produccions plàstico-poètiques. Són construccions fetes a partir del collages d'imatges amb algun significat. Imatges preexistents que el frapen i que ell reelabora construint una altra imatge vàlida per si mateixa. En aquest sentit, ell mateix en el poema visual anomenat «poemògraf» crea la imatge de l'instrument que serviria per “fabricar” les seves poegrafies. Amb les poegrafies Iglésias passa del collage d'imatges, amb imatges extretes d'altres llocs, a ser ell mateix el qui creï les seves pròpies imatges per a fer els collages. En les poegrafies ja no existeix la narrativitat ni la descripció de la realitat que hi havia en els collages. Amb les poegrafies la seva obra es conceptualitza.
Iglésias ha passat de les postals nord-americanes per a una noia de Barcelona a les poegrafies. Del collage al signe. L'exposició a la Petite Gallerie n'havia estat el punt d'inflexió.

## Publicacions
Reculls de poesia visual:
- Les arrels assumptes (1972)
- Persistència del cercle (1972)
- Postals nord-americanes per a una noia de Barcelona (1972)
- Progressió icònica (1973)
- Imatge enllà (1973)